# 로쿠고촌 (아오모리현 기타쓰가루군)
로쿠고촌(六郷村)은 아오모리현 기타쓰가루군에 놓여졌던 촌이다.

## 연혁
- 1889년 4월 1일 - 정촌제 시행에 의해 기타쓰가루군 고도다테촌, 야마미치촌, 나카노촌, 노나카촌, 이시노촌, 사카이촌과 합병해, 로쿠고촌이 발족하였다.
- 1955년 3월 1일 - 기타쓰가루군 쓰루타정·우메자와촌, 니시쓰가루군 미즈모토촌과 합병해 쓰루타정을 신설하고 소멸하였다.